# Vamidothion
Vamidothion is een toxische organische verbinding met als brutoformule C8H12NO4PS2. De stof komt voor als kleurloze kristallen, die zeer goed oplosbaar zijn in water.

## Toepassingen
Vamidothion wordt gebruikt als acaricide. Handelsnamen van het product zijn Trucidor en Vamidoate. Het commercieel verkrijgbare product is een amberkleurige en wasachtige vaste stof.

## Toxicologie en veiligheid
Vamidothion ontleedt bij verbranding, met vorming van giftige dampen van onder andere stikstofoxiden, fosforoxiden en zwaveloxiden.
De stof kan schadelijke effecten hebben op het zenuwstelsel, met als gevolg stuiptrekkingen en ademhalingsfalen. Blootstelling aan een hoge dosis kan de dood veroorzaken en er treedt remming van cholinesterase op.